# Temporaal
Temporaal is de anatomische aanduiding voor de zijkant of voor de zijkanten van het hoofd. Het is een bijvoeglijk naamwoord en hoort bij nasaal en occipitaal, waarbij de nasale zijde van het hoofd de voorkant is, de kant waar de neus zit, en de occipitale zijde de achterkant, het achterhoofd. Nasaal, occipitaal en temporaal komen uit het Latijn. Temporaal is afgeleid van de naam voor het schedelbot aan de zijkant van het hoofd. Dat is het slaapbeen, het os temporale.
superior · inferior · anterior · posterior 

craniaal · rostraal · caudaal 

proximaal · distaal 

ventraal · dorsaal · lateraal · mediaal
coronaal · sagittaal · mediaan · transversaal 

nasaal · temporaal · occipitaal 

contralateraal · ipsilateraal · bilateraal · unilateraal 

afferent · efferent